# Natri selenide
Natri selenide là hợp chất vô cơ của natri và selen có công thức phân tử Na2Se. Chất rắn không màu này được điều chế bằng phản ứng giữa selen và natri trong dung dịch amonia.
Giống như các cancogenua kim loại kiềm khác, hoá chất này có độ nhạy cao với nước, dễ dàng bị thủy phân tạo ra hỗn hợp dung dịch hydroselenide và hydroxide. Quá trình thủy phân xảy ra do tính base mạnh của ion Se2-.
Na2Se + H2O → NaHSe + NaOH
Tương tự, natri selenide dễ dàng bị oxi hoá tạo thành các polyselenide, một sự biến đổi được đánh dấu bởi các mẫu vật màu trắng nhợt.
Natri selenide phản ứng với các axit sinh ra khí độc hydro selenide.
Na2Se + 2 HCl → H2Se + 2 NaCl
Hợp chất này tác dụng với các chất electrophin tạo ra các hợp chất của selen. Với các alkyl halide, phản ứng tạo ra các hợp chất cơ selen:
Na2Se + 2 RBr  →  R2Se + 2 NaBr
Các halide của cơ thiếc và cơ silic phản ứng tương tự tạo thành các dẫn xuất khác nhau:
Na2Se + 2 Me3ECl  →  (Me3E)2Se + 2 NaCl (E = Si, Ge, Sn)